# Wapen van Waals-Brabant
Het wapen van Waals-Brabant werd in 1995 in gebruik genomen. De provincie Waals-Brabant werd in 1995 gevormd uit de voormalige provincie Brabant. Het wapen toont het wapen van het hertogdom Brabant en twee keer de Waalse haan. Door de combinatie van de Waalse Haan en de Brabantse leeuw is dit een sprekend wapen.

## Blazoenering
De omschrijving van het wapen is als volgt:
In zwart een leeuw van goud, genageld en getongd van keel, gekapt van goud beladen met naar elkaar toe gewende Waalse hanen van keel
De basis is gelijk aan het wapen van Brabant: een zwart schild met daarop een gouden leeuw met rode tong en nagels. Het wapen van Waals Brabant heeft echter twee gouden driehoeken beide beladen met een rode haan. Het eerste veld is beladen met een omgewende stappende haan van keel en het tweede is beladen met een stappende haan van keel. Boven op het schild staat een vorstenkroon.

## Vergelijkbare wapens

Het wapen van het hertogdom Brabant
Wapen van Antonis bastaert van Brabant in de Codex 148.
Het stamwapen van Brabant volgens T. van der Laars.
Het wapen van België
Het wapen van Wallonië
Het wapen van Noord-Brabant
Het wapen van Vlaams-Brabant
Een voorstelling zoals op een kaart van Bleau het wapen getekend werd. Noch schildhoudster, noch de sokkel behoren tot het wapen.